# Гаспарян Маргарита Меликівна
Маргарита Меликівна Гаспарян (рос. Маргарита Меликовна Гаспарян, 1 вересня 1994) — російська тенісистка.
Гаспарян грає в теніс з 5 років. Свою першу перемогу в турнірі WTA вона здобула на Baku Cup 2015. На цьому ж турнірі вона виграла й парні змагання разом із Олександрою Пановою.
Після Вімблдону 2017 Гаспарян пропустила сезон через травму й пов'язану з нею операцію. Вона повернулася в Тур восени 2017 року.

## Фінали турнірів WTA

### Одиночний розряд: 2 титули
| Результат | В-П | Дата          | Турнір                      | Категорія   | Поверхня | Суперниця          | Рахунок       |
| --------- | --- | ------------- | --------------------------- | ----------- | -------- | ------------------ | ------------- |
| Перемога  | 1–0 | 2 серпня 2015 | Baku Cup, Баку, Азербайджан | Міжнародний | Хард     | Патріція Марія Ціг | 6–3, 5–7, 6–0 |
| Перемога  | 2–0 | Вер 2018      | Tashkent Open, Узбекистан   | Міжнародний | Хард     | Анастасія Потапова | 6–2, 6–1      |

### Парний розряд: 5 (3 перемоги, 2 поразки)
| Результат | №  | Дата              | Турнір                              | Поверхня | Партнерка          | Суперниці                            | Рахунок          |
| --------- | -- | ----------------- | ----------------------------------- | -------- | ------------------ | ------------------------------------ | ---------------- |
| Поразка   | 1. | 13 вересня 2014   | Tashkent Open, Ташкент, Узбекистан  | Хард     | Олександра Панова  | Александра Крунич Катержина Сінякова | 2–6, 1–6         |
| Перемога  | 1. | 2 серпня 2015     | Baku Cup, Баку, Азербайджан         | Хард     | Олександра Панова  | Віталія Дяченко Ольга Савчук         | 6–3, 7–5         |
| Перемога  | 2. | 3 жовтня 2015     | Tashkent Open, Ташкент, Узбекистан  | Хард     | Олександра Панова  | Віра Душевіна Катержина Сінякова     | 6–1, 3–6, [10–3] |
| Поразка   | 2. | 15 листопада 2015 | Open de Limoges, Лімож, Франція     | Хард     | Оксана Калашнікова | Барбора Крейчикова Манді Мінелла     | 6–1, 5–7, [6–10] |
| Перемога  | 3. | 29 квітня 2016    | J&T Banka Prague Open, Прага, Чехія | Ґрунт    | Андреа Главачкова  | Марія Ірігоєн Паула Каня             | 6–4, 6–2         |